# امجوار (لودر)

تعديل مصدري - تعديل

امجوار هي إحدى قرى عزلة زارة بمديرية لودر التابعة لمحافظة أبين، بلغ تعداد سكانها 72 نسمة حسب تعداد اليمن لعام 2004.